# Thomas Rammerstorfer
Thomas Rammerstorfer (* 1976 in Wels) ist ein österreichischer Politiker, Journalist, Buchautor und ehemaliger Altenpfleger.

## Leben
Rammerstorfer wuchs in Wels auf, 1994 absolvierte er eine Lehre als Buchhändler. Seit 2001 ist er in der Altenarbeit tätig. Nebenberuflich wirkt er als Vortragender, Journalist und Buchautor, vor allem zum Thema Rechtsextremismus. Mehrfach trat er mit Informationen über rechtsextreme Aktivitäten an die Öffentlichkeit, etwa zu einem Auftritt des rechtsextremen Liedermachers Fylgien bei einer Rieder Burschenschaft im Jahr 2017 oder einem geplanten Konzert im Umfeld der türkisch-rechtsextremen Grauen Wölfe in Langenstein im Jahr 2019.
2017 wurde ein Vortrag Rammerstorfers mit dem Titel „Extremistische Herausforderungen in Österreich“ an einem Linzer Gymnasium nach einer Intervention des FPÖ-Nationalrates Roman Haider vom Schuldirektor abgebrochen. Haider begründete sein Vorgehen damit, dass es beim Vortrag nur um die „Gefahr von rechts“ gegangen sei und auf diese Weise Schüler „verhetzt“ würden.
Der oberösterreichische Landesschulrat stellte später allerdings fest, dass der Vortragsabbruch „nicht zulässig“ gewesen sei.
Im Zusammenhang mit dieser Affäre wurde die Wochenzeitung Wochenblick wegen übler Nachrede zur Zahlung von 3000 Euro an Rammerstorfer verurteilt. Im Herbst 2020 rügte der Österreichische Presserat den „Wochenblick“, weil er Rammerstorfer in einer Bildmontage als kränklich dargestellt hatte, was ein Verstoß gegen mehrere Punkte des Ehrenkodex sei.
Im Februar 2020 gab Rammerstorfer bekannt, dass er als Spitzenkandidat der Grünen bei der Gemeinderatswahl 2021 in Wels antreten werde. Seit demselben Jahr ist er parlamentarischer Mitarbeiter des Nationalratsabgeordneten Ralph Schallmeiner. Bei den oberösterreichischen Gemeinderatswahlen im September 2021 konnten die Grünen erstmals ein Mandat im Welser Stadtsenat erlangen, dieses soll Rammerstorfer erhalten.

## Bücher
- Grauer Wolf im Schafspelz – Rechtsextremismus in der Einwanderungsgesellschaft (gemeinsam mit Kemal Bozay, Thomas Schmidinger und Christian Schörkhuber), Edition Sandkorn 2012. ISBN 978-3-902427-84-7
- Graue Wölfe – Türkische Rechtsextreme und ihr Einfluss in Deutschland und Österreich, Lit Verlag 2018. ISBN 978-3-643-50839-3
- Die Macht des Diyanet – Das türkische Präsidium für Religionsangelegenheiten (gemeinsam mit Marina Wetzlmaier),  Lit Verlag 2019. ISBN 978-3-643-50876-8
- Kampf um die Traun – Der Widerstand gegen das Kraftwerk Lambach (gemeinsam mit Marina Wetzlmaier), Verlag Bibliothek der Provinz 2020. ISBN 978-3-99028-958-7